# Passendale (marque fromagère)
Pour la localité, voir Passendale.

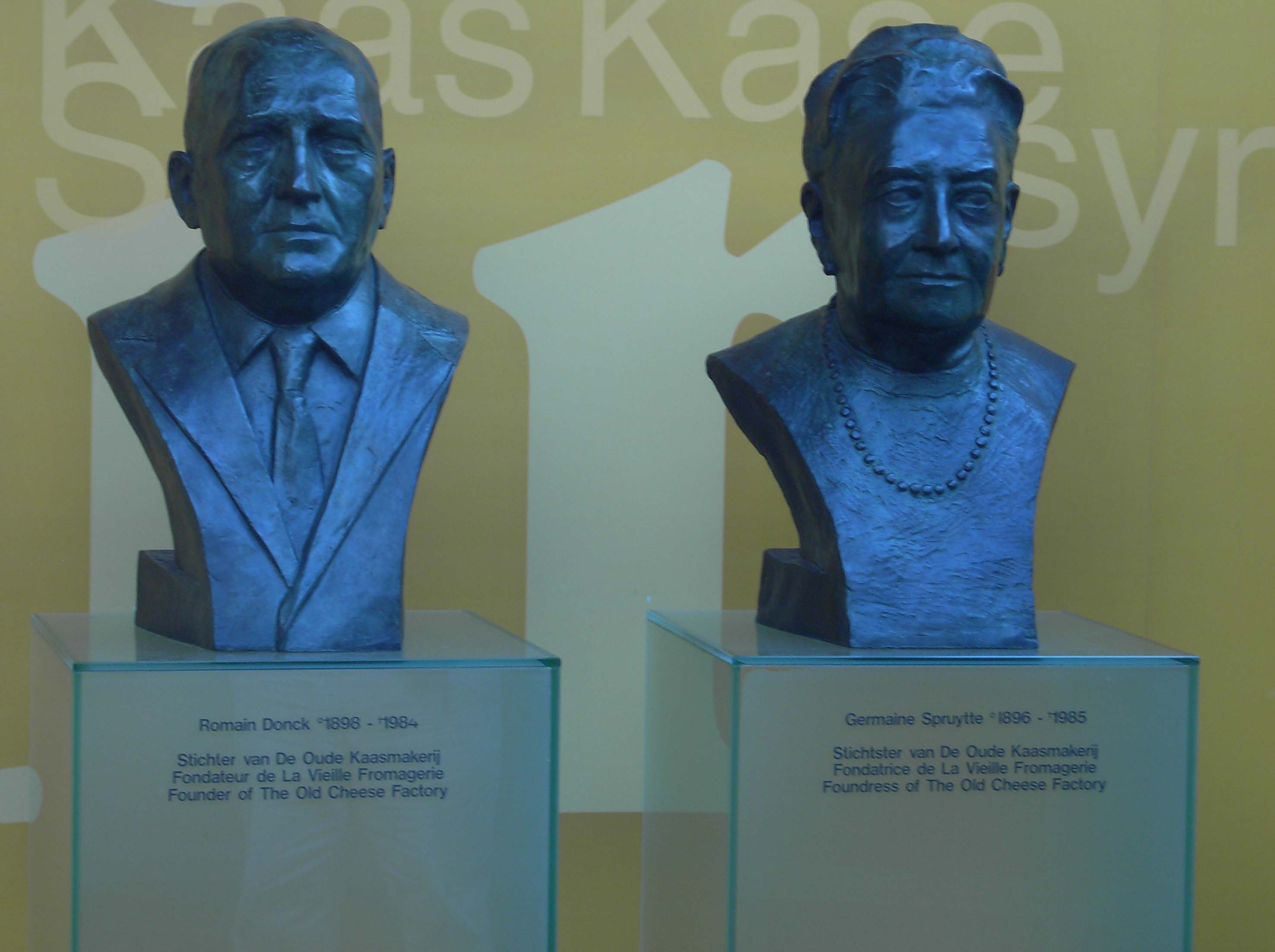
Les fondateurs de la fromagerie, Romain Donck (1898-1984) et Germaine Spruytte (1896-1985)

Passendale est une marque commerciale apposée sur un fromage industriel belge à pâte pressée demi-cuite, mi-dur, à texture aérée de petits trous et à saveur caractéristique[Laquelle ?]. Il est souvent utilisé en France en substitut du fromage de Tilsit[réf. souhaitée], plus difficile à se procurer, et qui a une texture et un goût[Lequel ?] assez voisins. Il est fabriqué dans la localité du même nom, près de Zonnebeke. Il est fabriqué par la fromagerie fondée en 1932 par la famille Donck-Spruytte, aujourd'hui propriété du groupe Savencia Fromage & Dairy.

## Histoire
La région de Passendale était traditionnellement vouée à une activité d'élevage et de production laitière. En 1917, au cours de la bataille de Passchendaele (ancienne graphie néerlandaise du nom, conservée en français), la ville est totalement détruite. Une des familles conscernées, la famille Donck, réfugiée en Normandie, y apprend la fabrication de fromage. En 1932, Romain Donck et son épouse Germaine Spruytte, après avoir été restaurateurs en Normandie, reprennent une activité de production de fromage dans la région de Passendale. Des producteurs locaux viennent coopérer et après la  Seconde Guerre mondiale ils produisent lait, beurre, yaourts. En 1948, la fromagerie investit l'ancienne brasserie Boucqué. En 1978, est lancé le fromage, inspiré par la tradition locale, de Groot Hof — La Grand'Ferme. En 1980, pour faciliter l'exportation, le fromage est rebaptisé Passendale.
En 1991, le groupe Comelco, propriétaire de l'ancienne fromagerie Donck, est repris par le groupe néerlandais Campina, puis c'est le groupe français Bongrain qui en prend possession en 2007, via la Savencia Fromage & Dairy. Il est aujourd'hui en seconde position sur le marché belge des fromages. La production est toujours implantée en Flandre.